# Aeranthes subramosa
Aeranthes subramosa är en orkidéart som beskrevs av Leslie Andrew Garay. Aeranthes subramosa ingår i släktet Aeranthes och familjen orkidéer. Inga underarter finns listade i Catalogue of Life.